# Кастомізація
Кастомізація (від англ. customize — налаштовувати) — процес адаптації та налаштування продукту під окрему аудиторію, об'єднану певними особливостями. Як правило, термін кастомізація застосовується у сфері сучасної техніки як завершальний етап перед випуском продукції, часто відноситься до продукції великих компаній — транснаціональних корпорацій, виробництво яких знаходиться в різних країнах і потребує деяких змін перед випуском в окремо взятих країні або регіоні (налаштування мови, часового поясу, інших регіональних особливостей). Якщо розглядати кастомізацію на більш високому рівні, то є багато ситуацій, у яких виробництво основного продукту потребує використання іншого як допоміжного компонента — наприклад, встановлення сенсорного інтерфейсу TouchWiz до смартфонів на базі Android компанією Samsung Electronics, таким чином Samsung кастомізує операційну систему Android для своїх користувачів.

##### Цілі кастомізації
- диференціація пропозиції
- залучення вимогливих користувачів
- створення унікальної пропозиції для вузької цільової аудиторії

Кастомізація формується на основі вимог окремо взятої аудиторії до продукту для того, щоб максимально задовольнити і бути зручним для користувача. Важливим для кастомізації є маркетингова діяльність, яка на основі своїх досліджень може виявити, які саме налаштування необхідні для успішної реалізації продукції на рівні окремо взятої аудиторії. Велика кількість компаній приділяють багато уваги до кастомізації і вважають її конкурентною перевагою поміж інших продуктів.